# Куранта
Кура́нта (італ. Corrente, фр. Courante, дослівно — швидкий, текучий) — придворний танець межі XVI–XVII століть італійського походження.
Первісно куранта прийшла з Італії у Францію через Катерину Медичі (1518–1589) і з 16 століття виконувалася при французькому дворі. Початково танець був дводольним, однак пізніше став тридольним.
Розрізняли просту і складну. Перша складалася із простих, глісуючих кроків, що виконувалися переважно вперед. Складна куранта носила пантомімічний характер: троє кавалерів запрошували трьох дам для участі в танці. Дам відводили в протилежний кут залу й просили танцювати. Дами відмовлялися. Кавалери, одержавши відмову, ішли, але потім поверталися знову й ставали перед дамами на коліна. Тільки після пантомімної сцени починався танець. У складній куранті рухи виконувалися вперед, назад і убік.
Розрізняють також французьку куранту, написану у розмірах 3/2 або 6/4, та італійську (наприклад у партитах Й. С. Баха № 1, 3, 5, 6), написані у розмірах 3/4 або 3/8. Французькі характеризуються більшою ритмічною складністю і помірнішим темпом, тоді як італійські — швидші і мелодійніші.
У бароковій музиці куранта стала невід'ємною частиною інструментальних сюїт, слідуючи, як правило, після алеманди і передуючи сарабанді.